# Oak Grove, Alabama
Oak Grove är en ort i Talladega County i Alabama i USA, som är en förort till Sylacauga. Orten hade 2010 en befolkning på 528 personer. 
Oak Grove ligger i en kuperad trakt på ömse sidor om Landers Hill och Merkle Mountain. Oak Grove och Sylacauga är sammanväxta samhällen längs U.S. Highway 280, som går mellan Birmingham, Alabama till Columbus, Georgia, och sedan genom Georgia mot Jacksonville, Florida. 
Orten blev känt över hela USA 1954 efter det att Hodges meteorit slagit ned i ett bostadshus i orten och skadat en person i huset. 